# Отрадово (Харьковская область)
Отрадово (укр. Одрадове) — село в Одрадовском сельском совете, Первомайский район, Харьковская область.
Код КОАТУУ — 6324586001. Население по переписи 2001 года составляет 404 (194/210 м/ж) человека.
Является административным центром Одрадовского сельского совета, в который, кроме того, входят сёла
Красивое,
Максимовка,
Ракитное и
Шевченково.

## Географическое положение
Село Отрадово находится на правом берегу реки Берека, в месте впадения в неё реки Кисель,
выше по течению на расстоянии в 1,5 км расположено село Максимовка,
ниже по течению на расстоянии в 3 км расположено село Красивое.

## История
- 1699 — дата основания как село Протопоповка.
- 1976 — переименовано в село Отрадово.

## Экономика
- Молочно-товарная ферма.

## Объекты социальной сферы
- Фельдшерско-акушерский пункт.

## Достопримечательности
- Братская могила советских воинов. Похоронено 160 воинов.
- Братская могила советских воинов и партизан. Похоронено 1211 воинов.